# Барнаульский метрополитен
Барнаульский метрополитен (Барнаульское метро) — вымышленная подземная транспортная система Барнаула, интернет-мем и элемент городского фольклора.

## История происхождения
В 2008 году в сети появился сайт-симулятор Барнаульского метро, созданный блогером, журналистом, вебмастером Данилом Чуриловым. Чурилов заявлял, что, скучая, нарисовал схему метрополитена с предполагаемыми местоположениями станций метро. Сайт был очень реалистичным: содержал схему метро, описание и фото станций, информацию для пассажиров. График работы, стоимость проезда, информацию о льготах, планы по открытию новых станций, вакансии, контакты.
Барнаульский метрополитен якобы строился с 1972 года (после посещения города Брежневым) и начал работать в 1974 году. Состоял из пяти линий и 37 станций.
В 2011 году сайт долгое время был в топе Яндекса по запросу «метрополитен». Барнаульское метро быстро стало локальным мемом.
«Если вы не видели метро в Барнауле, это не значит, что его нет. Некоторые верят и начинают уточнять, как же найти в городе метро. „Оно под землёй!“» — отвечает администрация сайта.
В 2014 году жительница Нью-Йорка Ульяна Лобанова-Ростовская публично призывала закрыть сайт Барнаульского метрополитена, как источник информации, который вводит в заблуждение. С этой просьбой она обратилась к Владимиру Путину через сайт Президента.
«Я и моя коллега живем в Нью-Йорке, собирались навестить Барнаул. Моя коллега плакала в буквальном смысле от счастья за свой родной город, который так разительно поменялся» — жалуется женщина. Каково же было разочарование, пишет она, когда выяснилось, что это «замысел-сарказм и ирония над госпроектами»
Никаких санкций к сайту и его создателю применено не было.
В 2016 году сайт перестал работать из-за срока истечения регистрации домена, при этом проект сохранил активность в социальных сетях.

## Оценки
Журналист РИА Новости Дмитрий Виноградов заявлял в своей публикации, что создать сайт «получилось очень достоверно, благо, что Данил не совсем дилетант — у него географическое образование, и он примерно представляет, по каким законам проектируют метро».